# Karel Halíř

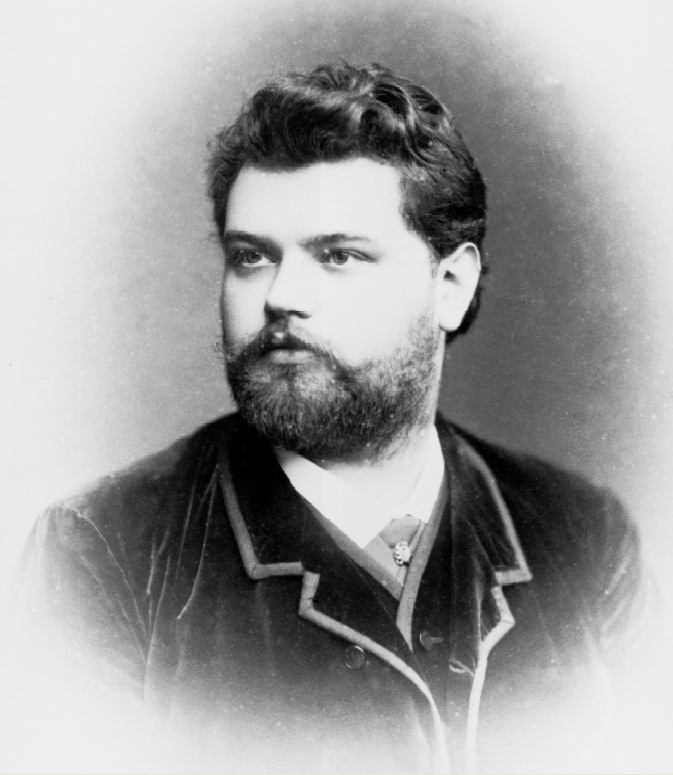
Karel Halíř.

Karel Halíř (tysk namnform Carl Halir), född 1 februari 1859 i Hohenelbe), Böhmen, död 21 december 1909 i Berlin, var en tjeckisk violinist.
Halíř utbildade sig i Prag och hos Joseph Joachim i Berlin. Han blev 1884 hovkonsertmästare i Weimar och 1893 förste konsertmästare vid hovoperan i Berlin, där han även blev lärare vid Berlins musikhögskola (med professors titel) och andreviolinist i Joachims stråkkvartett. Halíř, som var en utmärkt tolkare av klassikernas tonverk, företog vidsträckta konsertresor. Tillsammans med Berlins filharmoniker under Richard Strauss ledning uruppförde han år 1905 Jean Sibelius violinkonsert i dess slutgiltiga version.